# История почты и почтовых марок Малайзии
История почты и почтовых марок Малайзии включает развитие почтовой связи на территории Малайзии, государства в Юго-Восточной Азии, занимающего юг полуострова Малакка и области Саравак и Сабах на севере Калимантана, в периоды:
- нахождения входящих в её состав султанатов под британским протекторатом (1874—1941, 1948—1957),
- японской оккупации времён Второй мировой войны (1941—1945),
- управления британской военной администрацией (1945—1948) и
- независимости государства (с 1957).

Собственные почтовые марки независимая Малайзия эмитирует с 1957 года. Малайзия входит в число стран — участниц Всемирного почтового союза (ВПС; с 1958), а её национальным почтовым оператором является служба Pos Malaysia при правительственном Департаменте почтовых услуг Малайзии.

## Развитие почты
История почты на территории Малайи отслеживается с XIX века, когда англичане разделили захваченные малайские земли на колонию Стрейтс-Сетлментс (Владения при Проливе), включая Малакку, Пинанг и Сингапур (в 1907 к ним был также присоединён остров Лабуан), и протекторат — Федерированные Малайские Государства (Федерацию Малайских государств, или Федерацию протекторатов) в составе Перака, Селангора, Паханга и Негри-Сембилана. В то же время княжества Кедах, Келантан, Перлис, Тренгану (относившиеся до 1909 года к Таиланду) и Джохор оставались нефедерированными. Все малайские территории находились под властью губернатора Стрейтс-Сетлментса.
Первоначально почтовое обслуживание Малайских колоний осуществлялось почтовыми отделениями Британской Индии. С этой целью в 1854 году там стали использовать почтовые марки Британской Индии.
В 1867 году в обращение поступили первые почтовые марки колонии Стрейтс-Сетлментс, которые были выполнены посредством надпечатки на марках Британской Индии — в виде изображения короны и стоимости в местной валюте. В декабре 1867 года были эмитированы собственные портретные марки с названием колонии. В 1879—1882 годах по причине задержек в доставке из Лондона марок в 5 и 10 центов производились надпечатки на марках других номиналов. В 1882 году были изданы марки в 5 и 10 центов с новым рисунком.
В 1896 году были образованы Федерированные Малайские Государства, которые в дальнейшем перешли к использованию собственных марок. Однако в период с 16 июля 1900 года до 1 января 1902 года в виду нехватки местных марок здесь применялись марки Стрейтс Сетлментса.
В 1935 году был создан Малайский почтовый союз, в который вошли колония Стрейтс-Сетлментс и Федерированные Малайские Государства. В этот период в почтовом обращении использовались марки колонии и эмиссии отдельных княжеств. В 1936—1938 годах выходили доплатные марки с надписью (англ.) «Малайский почтовый союз», которые были общими и употреблялись в колонии и княжествах Негри-Сембилан, Паханг, Перак и Селангор. Аналогичные доплатные выпуски 1945—1963 годов имели хождение в Сингапуре и Малайской Федерации, а также в Малайской Федерации до 1966 года.
В XX веке почтовое обслуживание на территории Малайи менялось в соответствии со сменой форм правления. В годы Второй мировой войны Малайя оказалась под японской оккупацией Японией, а в 1945 году, после освобождения Малайи от японской оккупации, — под контролем Британской военной администрации, тем самым вернувшись под английское колониальное управление. В 1946 году Малайе был дан статут Малайского Союза, а в 1948 году — Малайской Федерации; Сабах и Саравак при этом стали английскими колониями. В 1957 году Малайская Федерация получила независимость. 9 августа 1963 года Сабах, Саравак и Сингапур слились с Малайской Федерацией, образовав федеративное государство Малайзию. В 1965 году Сингапур вышел из состава Малайзии.

## Выпуски почтовых марок

### Федерированные Малайские Государства

#### Первые марки
К эмиссии собственных марок Федерированные Малайские Государства приступили в 1900 году, когда были надпечатаны марки Негри-Сембилана и Перака, благодаря чему их можно было употреблять на всей территории Федерации. Текст надпечатки гласил: англ. «Federated Malay States» («Федерированные Малайские Государства»).

#### Последующие эмиссии
В 1901—1905 годах там была издана серия марок из 12 номиналов, на которых имелись уже оригинальные рисунки: прыгающий тигр и слоны. Почтовая миниатюра достоинством в 25 долларов употреблялась большей частью в качестве гербовой марки. Почтовые марки названных рисунков продолжали выходить до 1934 года; известно большое количество их разновидностей. В 1935 году марки Федерированных Малайских Государств перестали выходить.

### Малайский Союз

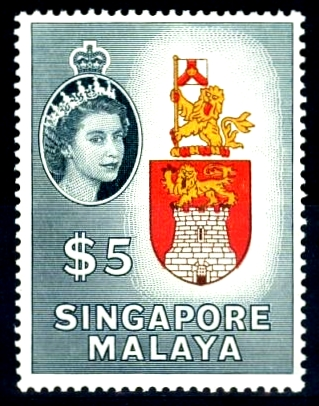
Марка британской колонии(Sc #42) с надписью «Singapore / Malaya» («Сингапур / Малайя»), изданная в 1955 году, до провозглашения независимости Малайской Федерации

### Малайская Федерация

#### Первые марки
Малайская Федерация начала выпуск собственных почтовых марок в мае 1957 года в связи с обретением в том же году независимости от Великобритании (День независимости был объявлен 31 августа 1957 года). На четырёх марках первой серии обозначалось название Малайской Федерации и были изображены герб, карта государства и др. Эта серия была в обращении до 1972 года.
Первые марки общего выпуска поступили в продажу 5 мая 1957 года. Они были отпечатаны на бумаге с водяным знаком (множественные изображения Короны святого Эдуарда и букв CA, от «Crown Agents» — «Агенты короны») и имели зубцовку 13 (марки номиналом в 6, 12 и 25 центов) и 13 × 12½ (30 центов).

#### Последующие эмиссии
В дальнейшем, в течение 1957—1963 годов, в обращение поступали следующие почтовые марки Малайской Федерации:
1957
- День независимости
Провозглашение государственной независимости было ознаменовано выходом памятной марки с символичным рисунком. Название страны на ней было впервые указано на малайском языке[1]. Дата выпуска — 31 августа 1957 года; зубцовка 12½; водяной знак множественные CA; дизайн[en] А. Б. Самана (A. B. Saman); глубокая печать (recess) фирмы Waterlow & Son Ltd[англ.].

1958
- Конференция Экономической комиссии ООН для Азии и Дальнего Востока в Куала-Лумпуре
- 1-я годовщина независимости
- 10-летие Декларации прав человека

1959
- Инаугурация парламента

1960
- Всемирный год беженцев
- Научно-исследовательская конференция по натуральному каучуку

С сентября 1960 года название государства дано на малайском языке.
1961
- Учреждение титула Янг ди-Пертуан Агонг
- Конференция по плану Коломбо в Куала-Лумпуре

1962
- Ликвидация малярии
- Месячник национального языка
- Введение бесплатного начального образования

1963
- Свобода от голода[англ.]
- Гидроэлектростанция высокогорья Камерон (Cameron Highlands Hydro-Electric Scheme).

Почтой Малайской Федерации эмитировались только памятные марки. Стандартные марки издавались и издаются почтовыми администрациями княжеств — штатов Федерации.

### Малайзия

#### Памятные эмиссии
Первые памятные марки Малайзии вышли в свет 16 сентября 1963 года в ознаменование создания этого федеративного государства. На них были помещены карта Малайзии и название страны на английском языке. Выпуск памятных марок продолжается и поныне.
Все штаты Малайзии осуществляют эмиссию почтовых марок, в основном стандартных марок одинаковых рисунков, но с указанием названий соответствующих штатов.

#### Стандартные выпуски
Стандартные марки Малайзии изданы только высоких номиналов (от 25 центов до 10 долларов) для употребления на территории всех штатов. Всего пока имеется три стандартные серии. Что касается марок низких номиналов (от 1 до 20 центов), то их производят почтовые ведомства каждого штата по мере необходимости.

##### «Орхидеи и птицы»
В 1965 году Малайзия эмитировала свои первые стандартные почтовые марки. На марках низких номиналов для штатов были изображены орхидеи, на марках высоких номиналов для Малайзии были изображены птицы. Для каждого штата была выпущена собственная серия, идентичная во всём, кроме названия штата и портрета правителя или символа штата соответственно. Восемь марок высоких номиналов были напечатаны в вертикальном формате, изображали малайзийских птиц и имели надпись «MALAYSIA» («Малайзия») вместо названия штата.

###### Марки низких номиналов для штатов
Рисунки для этих почтовых марок, которые выходили 15 ноября 1965 года, выполнил А. Фрейзер-Браннер (A. Fraser-Brunner).
Выпуск марок был осуществлён от имени всех тринадцати штатов-эмитентов: Джохор, Кедах, Келантан, Малакка, Негри-Сембилан, Паханг, Пенанг, Перак, Перлис, Сабах, Саравак, Селангор, Тренггану.
Были также изготовлены пробные оттиски для Сингапура, но почтовые марки так и не были выпущены, поскольку Сингапур вышел из состава Малайзии, став независимым государством.
Почтовые марки были напечатаны в горизонтальном формате типографией Harrison & Sons в Англии в двух листах по 100 штук (10 × 10), при этом в правой части нижних полей видны номера печатных цилиндров, по одному для каждого цвета, левый лист имел номер 1A, а правый лист — номер 1B. Использовались два вида клея, гуммиарабик и ПВА, разница между ними довольно заметна: гуммиарабик блестящий, а ПВА матовый. Цвета воспроизводились не стандартным способом четырёхцветной полиграфии, голубой-пурпурный-жёлтый-чёрный, а имели специально отведённые цвета как того требовал каждый номинал, напечатанный в гелиогравюре. В левой части нижнего поля находятся блоки проверки цвета, по одному для каждого цвета, окружённому чёрным квадратом, причём этот чёрный служит для цилиндра чёрного цвета индивидуализации штата. Первые выпуски печатались на бумаге с вертикальным водяным знаком «Multiple SPM» и гребенчатой зубцовкой 14 1/2. Впоследствии выходил ряд номиналов с горизонтальным водяным знаком, а позднее ещё и без водяного знака.
Были выпущены марки номиналом в 1, 2, 5, 6, 10, 15 и 20 центов.
Встречаются пробные оттиски с отдельными цветами и сведённые в полноцветные пробы. Кроме того, каждый номинал был напечатан на пробных карточках (Harrison Proof Cards) в полном цвете.
С самого начала с печатью этого выпуска возникли проблемы, так как наблюдается отсутствие некоторых цветов, в ряде случаев — более одного цвета, что свидетельствует о плохом контроле качества. Некоторые из отсутствующих цветов теперь очень сложно найти, поскольку в некоторых случаях пострадали лишь несколько марок на листе, обычно 10 и меньше. Многие из этих разновидностей появились вследствие перерыва и возобновления подачи печатной краски во время печати тиража, что привело к отсутствию цвета на одной или нескольких колонок.
Известны отсутствующие цвета для марок следующих штатов и номиналов:
- Джохор: 1 цент серый, 5 центов жёлтый, 10 центов зелёный, 15 центов зелёный, 20 центов ярко фиолетовый.
- Кедах: 1 цент серый, 2 цента жёлтый, 2 центов зелёный, 5 центов чёрный (название государства и портрет), 5 центов красный, 10 центов красный, 10 центов зелёный, 20 центов ярко-пурпурный, 20 центов жёлтый.
- Келантан: 1 цент фуксиево-красный, 10 центов красный, 20 центов ярко-пурпурный, 20 центов жёлтый.
- Малакка: 5 центов жёлтый, 5 центов красный.
- Негри-Сембилан: 5 центов жёлтый, 5 центов красный.
- Паханг: 1 цент серый, 5 центов красный, 10 центов красный.
- Пенанг: 5 центов жёлтый, 5 центов красный, 5 центов синий, 5 центов синий и жёлтый, 6 центов жёлтый, 15 центов зелёный, 15 центов чёрный, 20 центов ярко-пурпурный, 20 центов жёлтый.
- Перак: 2 цента тёмно-зелёный, 5 центов жёлтый, 10 центов красный, 15 центов чёрный, 15 центов фуксиево-красный, 20 центов ярко-пурпурный.
- Перлис: Нет.
- Сабах: 2 цента тёмно-зелёный.
- Саравак: 1 цент серый, 2 центов чёрный, 2 центов тёмно-зелёный, 2 цента жёлто-оливковый, 6 центов чёрный (название государства и щит) и 10 центов красный,
- Селангор: 1 цент фуксиево-красный, 2 цента жёлтый, 5 центов жёлтый, 5 центов красный, 10 центов красный, 15 центов зелёный, 20 центов ярко-пурпурный и 20 центов зелёный.
- Тренггану: 15 центов чёрный (название государства и портрет) и 20 центов ярко-пурпурный.

###### Средние и высокие номиналы Малайзии
Были выпущены восемь почтовых марок средних и высоких номиналов с изображением малайзийских птиц: 25, 30, 50, 75 центов, 1, 2, 5 и 10 долларов. Они были предназначены для использования в любом малайзийском штате. Как и в случае низких номиналов, они печатались в двух листах по 100 марок (10 × 10) с номерами цилиндров 1A и 1B для левого и правого листа, с вертикальным водяным знаком «Multiple PTM» и с зубцовкой 14½.
Известны различные пробы отдельных цветов и сведённые в полноцветные пробы. Кроме того, каждый номинал был напечатан на пробных карточках Harrison в полном цвете.
Как и в случае низких номиналов, на марках ряда номиналов обнаруживаются отсутствующие цвета, а также перевёрнутые водяные знаки на номиналах в 25, 30, 50 центов, 1, 2 и 5 долларов.
Известны следующие отсутствующие цвета: 30 центов синий, 30 центов жёлтый, 50 центов жёлтый, 50 центов алый.
Постоянные дефекты обнаруживаются на большинстве номиналов, некоторые из них были впервые каталогизированы каталогом «Stanley Gibbons» в 2013 году.

##### «Бабочки»
Стандартные марки с изображениями бабочек, семи низких номиналов были эмитированы для каждого штата, включая: Джохор, Кедах, Келантан, Малакка, Негри-Сембилан, Паханг, Пенанг (Пинанг), Перак, Перлис, Сабах, Саравак, Селангор и Тренгану. Кроме того, были произведены марки восьми высоких номиналов с надписью англ. «Malaysia» («Малайзия»). Первоначальные выпуски штатов были отпечатаны в типографии фирмы Bradbury Wilkinson & Sons в Великобритании, в листах по 200 марок, разделённых на два марочных листа по 100 марок (10 × 10), номиналом в 1, 2, 5, 6, 10, 15 и 20 центов. Выпуск напечатан литографским способом.
Цветоделённые пробы по каждому отдельному цвету были отпечатаны для всех номиналов, цвета были сведены с получением полноцветной пробы. Эти пробы были изготовлены вначале небольшими блоками, порядка четырёх, а затем — полными листами. Печать была выполнена, чтобы обеспечить правильную передачу всех сведённых оттенков цвета. Более распространённые пробы из марочных листов легко отличить от блоков, поскольку у последних — белые поля. У марок, отпечатанных в листах, был рисунок, позволявший печать без полей между марками, с запечатыванием зубцовки. У каждого номинала было два отдельных чёрных цвета, первый наносился как деталь бабочки и номинал марки, будучи общим для всех штатов, а второй — для названия штата, портрета правителя и (или) герба штата, являясь «обобщающим» цветом базовых марок.
Помимо марок, изданных в листах, два номинала, в 10 центов и 15 центов, были эмитированы в 1976 году в виде рулонных марок и предназначались для продажи в торговых автоматах в ряде населённых пунктов по всей территории Малайзии. Их рисунки были аналогичны маркам для штатов, но с надписью «Malaysia» («Малайзия») вместо названия штата, так как они предназначались для использования в любом штате. Рулонные марки печатались фирмой Harrison & Sons способом гелиогравюры. С самого начала автоматы по реализации рулонных марок оказались неэффективными в части обозначения правильных номиналов за уплаченные деньги, возможно, из-за того, что на марках сказалась повышенная влажность воздуха. По этим причинам вскоре после начала эксплуатации автоматов от их использования отказались. Вследствие этого прошедшие почту обычным путём экземпляры встречаются редко. В 2006 году был установлен вариант клея. Он коричневый, с чётким эффектом рифления. Вероятно, это была попытка преодолеть некоторые из проблем с торговыми автоматами, а рифление было призвано предотвратить скручивание марок. Существуют пробные карточки типографии Harrison обоих номиналов, с беззубцовой маркой в полном цвете на каждой.
В 1978 году были без объявления выпущены репринты некоторых номиналов выпусков для штатов, отпечатанные способом гелиогравюры фирмой Harrison & Sons, также в Великобритании. Некоторые из этих репринтов довольно редки, особенно 10-центовая марка Перлиса и 20-центовая марка Сабаха, поскольку в том же году их сменил новый выпуск «Цветы и животные». И в этот раз марки были напечатаны листами по 200 штук в двух марочных листах по 100 марок: 10 x 10. В отличие от выпусков, изготовленных фирмой Bradbury Wilkinson, в нижнем правом поле этих листов были номера цилиндра, по одному для каждого цвета, а также номера 1A для левого марочного листа и 1B для правого.
Единственные пробы, которые известны на сегодняшний день, — это одиночные полноцветные пробы на презентационных карточках фирмы Harrison & Sons, имеются все номиналы. Считается, что каждой из этих карточек должно было быть изготовлено только лишь по два экземпляра, один для архива типографии и одни для малайзийского почтового ведомства в Малайзии.

##### «Сельскохозяйственные и фруктовые растения»
В 1986 году вышла новая серия стандартных марок с изображением сельскохозяйственных и фруктовых растений, семь марок низких номиналов для каждого штата, а также восемь марок средних и высоких номиналов с надписью «Malaysia» («Малайзия») для обращения во всех штатах. Этот выпуск оказался самым сложным среди всех эмиссий Малайзии и продолжался свыше 14 лет, при этом последний тираж в оригинальном был напечатан в 2000 году. Этот выпуск примечателен наличием разновидностей по зубцовке, клею и водяным знакам.
Низкие номиналы одинаковы для каждого штата, за исключением названия штата, эмблемы штата и правителя, либо эмблемы штата для штатов с отсутствием правителя. Марки печатались способом пятицветной литографии, голубой-пурпурный-жёлтый-чёрный, с серым для выделения различных зон и коричневато-серым оттенком для фона. Они были напечатаны на They were на фосфорной бумаге «Multiple SPM» с волнистым рисунком, листами по 100, 10 на 10 с розовым гуммированием и с зубцовкой 12 х 12. Марки низких и средних номиналов напечатала типография «Security Printers Malaysia» в Петалинг-Джайе (Petaling Jaya), под Куала-Лумпуром. Четыре марки высоких номиналов напечатала типография «Harrison & Sons» в Великобритании.
На почтовых марках низких номиналов были указаны номера печатных форм, по одному для каждого цвета, использованного при печати, вверху слева, вверху справа, внизу слева и внизу справа у каждого листа, в формате 1A, 1A 1A и т. д., с цветными мазками выше или ниже каждой серии номеров печатных форм.
Марки низких номиналов для штатов
Для каждого штата были выпущены семь номиналов — 1, 2, 5, 10, 15, 20 и 30 центов, на которых даны следующие изображения:
- 1 цент — растение кофе,
- 2 цента — кокос,
- 5 центов — какао,
- 10 центов — перец чёрный,
- 15 центов — гевея бразильская,
- 20 центов — масличная пальма,
- 30 центов — рис посевной.

Стандартные марки Малайзии из серии «Сельскохозяйственные и фруктовые растения» низких номиналов для штатов (1986)
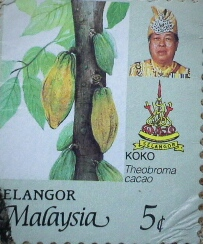
Какао (Theobroma cacao)
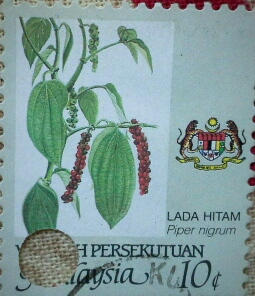
Перец чёрный (Piper nigrum)
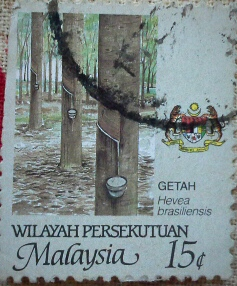
Гевея бразильская (Hevea brasiliensis)
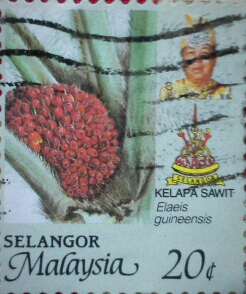
Масличная пальма (Elaeis guineensis)
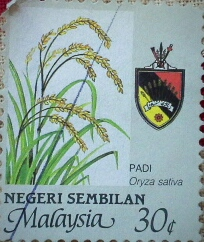
Рис посевной (Oryza sativa)

#### Почтовые блоки
В 1982 году Малайзия издала первый почтовый блок в ознаменование 25-летия своей независимости. Начинание оказалось успешным, и Малайзия продолжила выпуск почтовых блоков.

#### Тематика
Обязательная тема памятных марок Малайзии — вступление на престол нового короля, поскольку это единственное государство в мире, где верховный правитель — король выбирается на пятилетний срок. Ряд памятных марок приурочены к местным и азиатским событиям, посвящены спорту и др. Так, Малайзия выпустила свои первые почтовые марки спортивной тематики в 1965 году к Юговосточноазиатским играм. Выпуск марок о спорте продолжается до сих пор.
В 1967 году выходили три памятные марки по случаю 100-летия первых марок Малайи — марок Стрейтс-Сетлментса. Они имели трапециевидную форму и включали изображение первых и современных марок Малайзии (по принципу «марка на марке»).

## Другие виды почтовых марок
В 1966 году на смену доплатным маркам Малайского почтового союза пришли доплатные марки Малайзии, в то время как в Сингапуре собственные доплатные марки появились в 1968 году. Нефедерированными княжествами собственные марки не эмитировались.

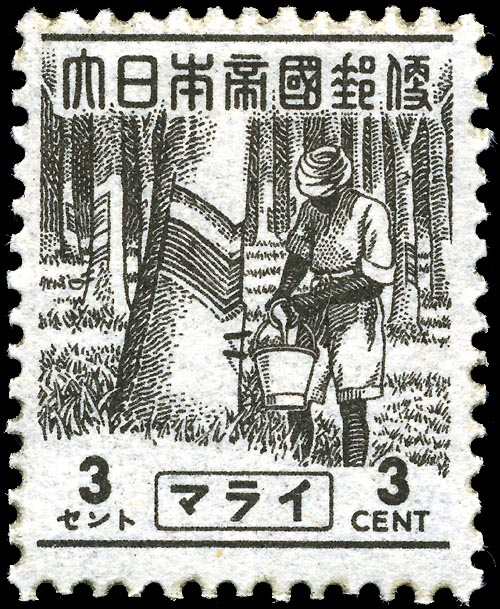
Марка японской оккупации Малайи (из серии с изображением местных сцен и занятий, 1943)

## Японская оккупация
После оккупации Малайи японской армией, в марте—апреле 1942 года в почтовое обращение поступили почтовые марки колонии Стрейтс-Сетлментс с надпечатками в виде оттиска печати бюро японской военной почты в Малайе. Надпечатки красного, черного, коричневого и фиолетового цвета. В июне—декабре того же года марки Стрейтс-Сетлментса были надпечатаны типографским способом надписи латиницей «Dai Nippon (2602) Malaya» («Земля восходящего солнца (2602). Малайя») и на японском языке «Японская почтовая служба». Такие же надпечатки были сделаны и на доплатных марках.
В 1943 году вышла серия из 10 стандартных марок оригинальных рисунков. В 1943 году и 1944 году было выпущено по одной серии (по два номинала в каждой) коммеморативных марок. Тексты на марках были только на японском языке. Обе серии были в обращении в Малайе и в Сингапуре.
В октябре 1943 года в качестве компенсации за участие в войне на стороне Японии княжества Кедах, Келантан, Перлис и Тренгану были переданы японцами Таиланду. В 1943 году в этих княжествах были выпущены в обращение почтовые марки с надписью на тайском и английском языках «Таиланд» с указанием номиналов в малайской валюте. Всего вышло шесть марок. Рисунки на них аналогичны рисункам почтовых марок Таиланда выпуска 1943 года с изображением памятника.

## Британская военная администрация
В октябре 1945 года на марках Стрейтс Сетлментса, выпущенных в 1937—1941 годах, была сделана надпечатка: (англ.) «Британская военная администрация. Малайя». Эти знаки почтовой оплаты употреблялись на территории всех княжеств. После образования Малайской Федерации (1 февраля 1948 года), их заменили марки княжеств.

## Выпуски штатов

### Джохор
Султанат Джохор (с административным центром в городе Джохор-Бару), будучи нефедерированным княжеством, находился под протекторатом Великобритании.
В 1876 году в султанате была создана почтовая служба, и для оплаты пересылки корреспонденции была выпущена почтовая марка Стрейтс-Сетлментса номиналом в 2 цента с надпечаткой звезды и полумесяца. Когда запас марок с надпечаткой иссяк, в обращении были эти же марки без надпечатки. С 1884 года по 1891 год в Джохоре использовались марки Стрейтс-Сетлментса с надпечаткой текста «Johore» («Джохор»), а также нового номинала в 1891 году. С 1891 года в обращении были оригинальные портретные марки. Самый высокий номинал составлял 500 долларов, при этом все марки номиналом свыше 10 долларов использовались исключительно в качестве гербовых марок.
В 1896 году увидели свет первые памятные марки Джохора в виде надпечатки памятного текста на малайском языке. Имеется ошибка в надпечатке на марках всех номиналов.

Ранние почтовые марки Джохора
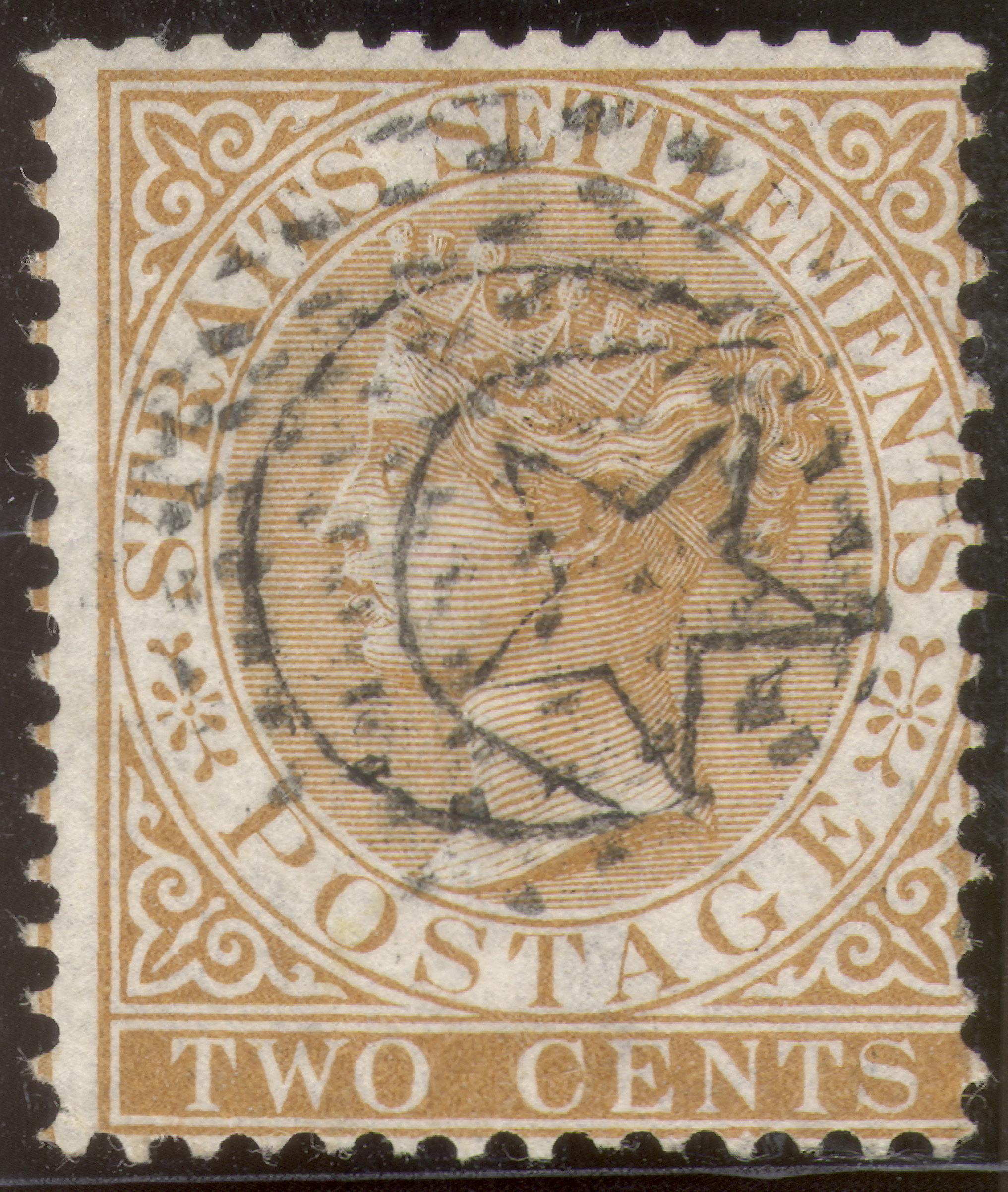
1876: первая марка Джохора. Надпечатка звезды и полумесяца на марке Стрейтс-Сетлментса с портретом королевы Виктории, 2 цента (Sc #1)
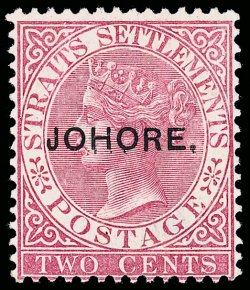
1885: надпечатка «Johore» («Джохор») на марке Стрейтс-Сетлментса с портретом королевы Виктории, 2 цента (SG #1A)
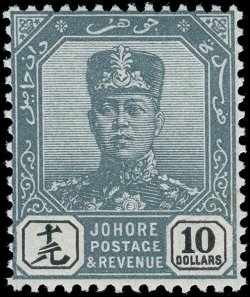
1904: портрет султана Ибрагима[англ.], 10 долларов (Sc #?)
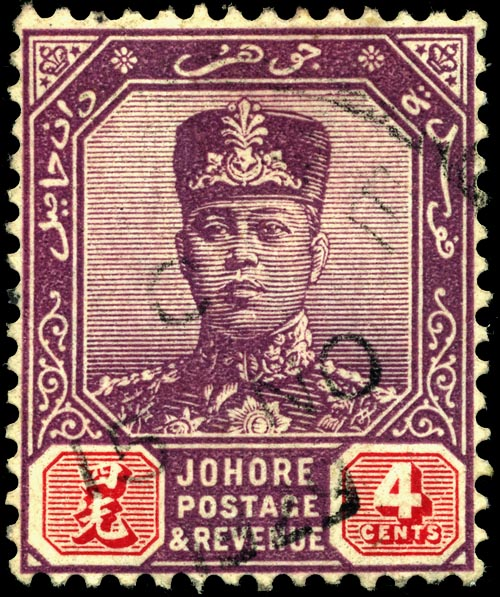
1921: портрет султана Ибрагима, 4 цента (Sc #?)

С 1948 года в султанате начался выпуск памятных марок общего для всех британских колоний типа. Выходили также почтовые марки, посвящённые правителю султаната. С этого года на марках делалась надпись «Malaya Johore» («Малайя. Джохор»).
В 1960 году были эмитированы почтовые марки стандартного выпуска с рисунками местной тематики. Через пять лет, в 1965 году, их заменил новый стандартный выпуск с изображением орхидей. Надписи на марках: «Malaysia Johore» («Малайзия. Джохор»).

#### Оккупационные выпуски
После оккупации Джохора японскими войсками в 1941 году попавшие к японцам запасы доплатных марок серии из пяти номиналов 1938 года были надпечатаны в 1942 году печатью бюро японской военной почты. Оттиски печати были чёрными и коричневыми. В 1942—1945 годах на таких же доплатных марках был надпечатан текст на японском языке: «Японская почтовая служба».
Почтовые марки султаната с японскими надпечатками применялись только в фискальных целях и в почтовом обращении не находились.

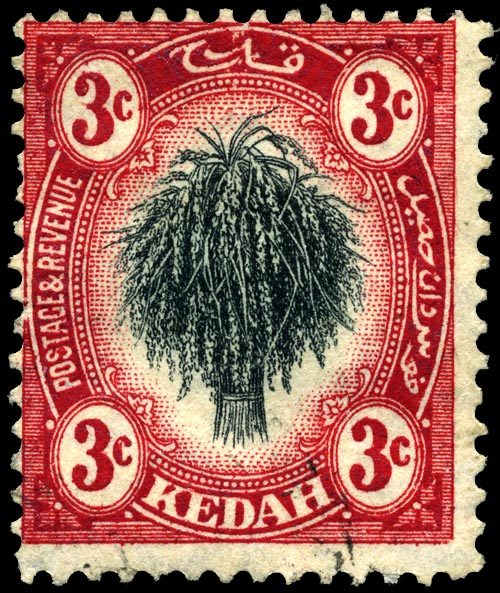
Марка Кедаха с изображением рисового снопа, номиналом в 3 цента, 1912(Sc #?)

### Кедах
До установления в 1909 году над султанатом Кедах протектората Великобритании он входил в состав Сиама (ныне Таиланд).
С того же года на территории султаната начали применяться почтовые марки Стрейтс-Сетлментса и Федерированных Малайских Государств. В 1912 году были выпущены собственные марки оригинального дизайна с изображением рисового снопа, крестьянина с буйволом и правительственного здания. Этот же дизайн выходил повторно, но в другом цвете и с другим названием протектората, до 1936 года. В 1937 году в почтовом обращении в Кедахе появились новые почтовые марки.
Первые коммеморативные марки султаната вышли в обращение в 1922 году и были посвящены Малайской технической выставке в Сингапуре. Это были почтовые марки султаната с такой же надпечаткой, что и надпечатки на марках Стрейтс-Сетлментса.
После 1948 года стали выпускаться марки Кедаха, аналогичные выпускам султаната Джохор.

#### Оккупационный выпуск
В мае 1942 года в оккупированном японцами султанате были эмитированы почтовые марки султаната прежних лет выпуска (1921—1936 годов и 1937 года) с красной или чёрной надпечаткой текста «Dai Nippon 2602» («Земля восходящего солнца 2602»).

### Келантан
Так же, как и Кедах, султанат Келантан до 1909 года входил в состав Сиама, а с 1909 года перешёл под протекторат Великобритании. Келантан — нефедерированное княжество.
В 1909 году начали использоваться почтовые марки Федерированных Малайских Государств. В 1911 году в обращение поступили собственные марки оригинального дизайна с изображением герба.
В 1922 году эмитированы первые коммеморативные марки, посвящённые Малайской технической выставке в Сингапуре.
С 1948 году выпуск почтовых марок стал аналогичен выпускам султаната Джохор.

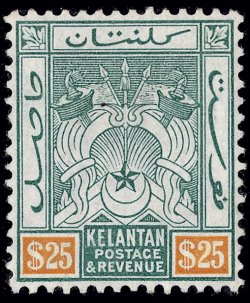
Марка Келантана с изображением государственной символики, номиналом в 25 долларов, 1911—1915 (Sc #?)
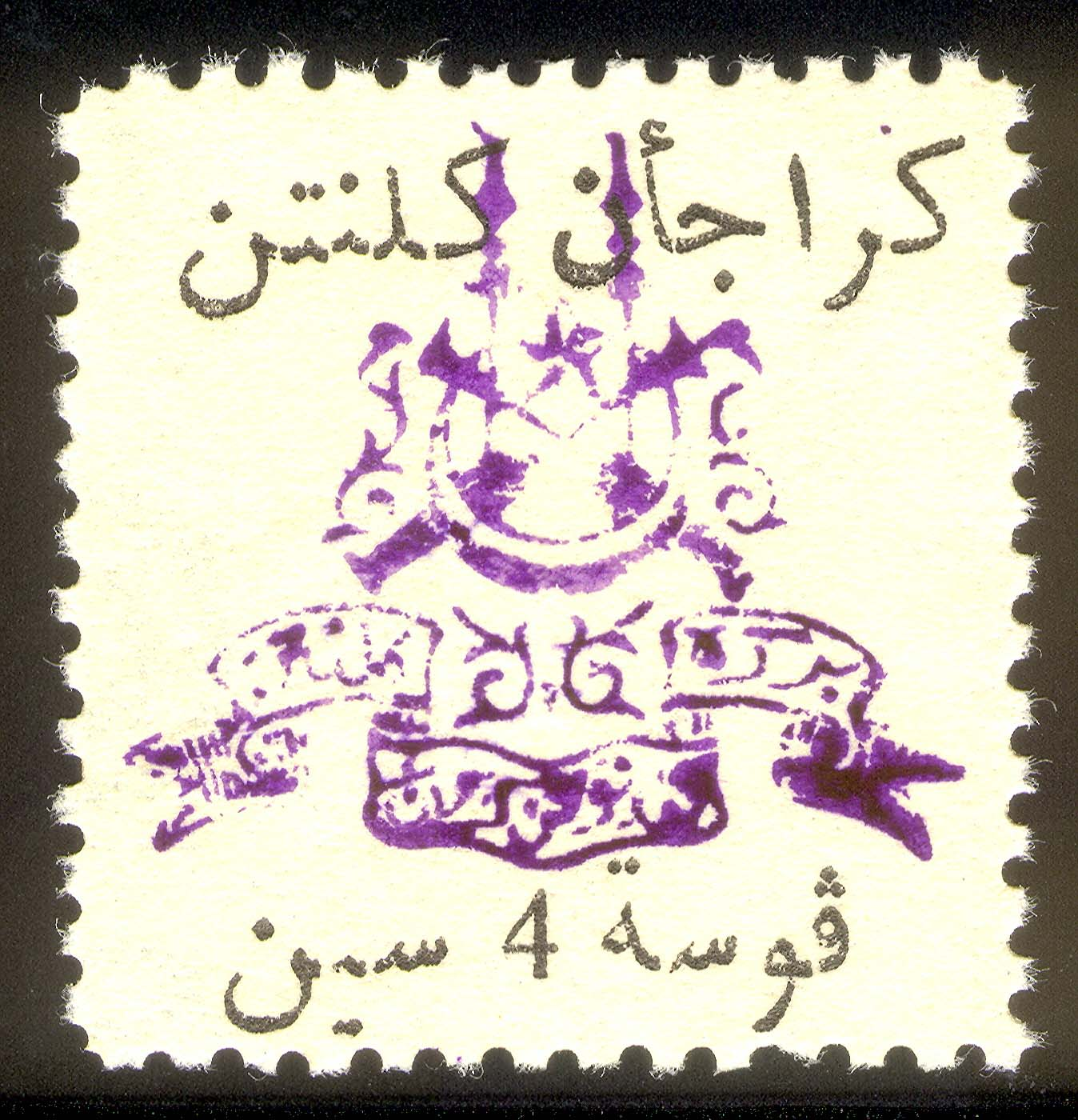
Марка оккупации Таиландом Келантана с фиолетовой надпечаткой герба султаната, номиналом в 4 цента, 1943 (Sc #?)

#### Оккупационные выпуски
После начала японской оккупации, в апреле 1942 года на почтовой марке Келантана номиналом в 10 центов был сделан оттиск печати японского бюро военной почты в Куала-Лумпуре. В мае того же года на марках султаната были сделаны надпечатки новой стоимости и факсимиле подписи японского губернатора или его заместителя красного или чёрного цвета. Впоследствии вышел ещё один выпуск с надпечаткой новой стоимости и тоже с факсимильным оттиском подписи губернатора.
В период оккупации Таиландом административного центра Келантана — города Кота-Бару, в ноябре 1943 года в обращении появились почтовые марки пяти номиналов с изображением герба султаната и надписью арабским письмом. Выпуск был напечатан типографским способом на писчей бумаге. Марки имели зубцовку.

### Малакка
Нынешний штат Малакка (с административным центром в городе Малакке) входил в состав британской колонии Стрейтс-Сетлментс, и на его территории в 1867—1941 годах в обращении были почтовые марки Стрейтс-Сетлментса, которые заменили марки Индии. Почтовые отправления, которые прошли почту в Малакке, можно отличить по оттиску почтового штемпеля, имевшего номер «В 109».
В 1945—1948 годах использовались почтовые марки британской военной администрации Малайи.
Собственные почтовые марки стали выпускаться в 1948 году. Их отличительным признаком служит изображение британских королей вместо портретов местных правителей. С 1960 года портрет королевы Великобритании на марках сменил герб Малакки. В 1965 году на почтовых марках в связи с изменением официального названия штата стали вместо «Malacca» («Малакка») писать «Melaka» («Малакка»).

#### Оккупационный выпуск
Когда территория была оккупирована японскими войсками, в апреле 1942 года на четырёх марках (в виде квартблока) Малакки была сделана вручную надпечатка печати японского правительственного бюро военного департамента Малакки. Этот выпуск был в обращении только на территории Малакки. Всего с надпечаткой вышли 14 номиналов почтовых марок и 6 — доплатных марок.

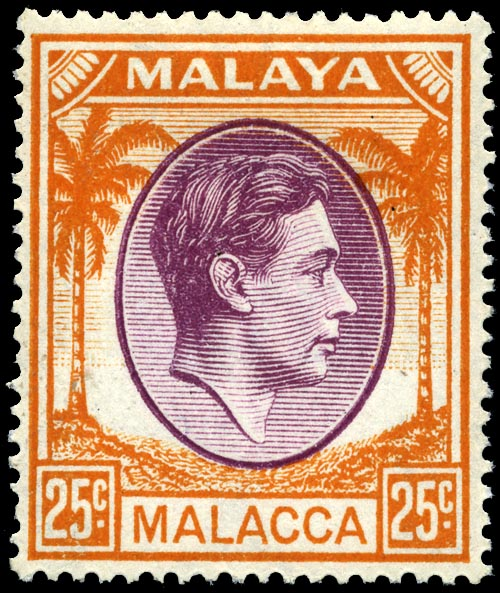
Марка Малакки с надписью «Malaya Malacca» («Малайя. Малакка») и с изображением Георга VI и пальм, номиналом в 25 центов, 1949 (Sc #?)
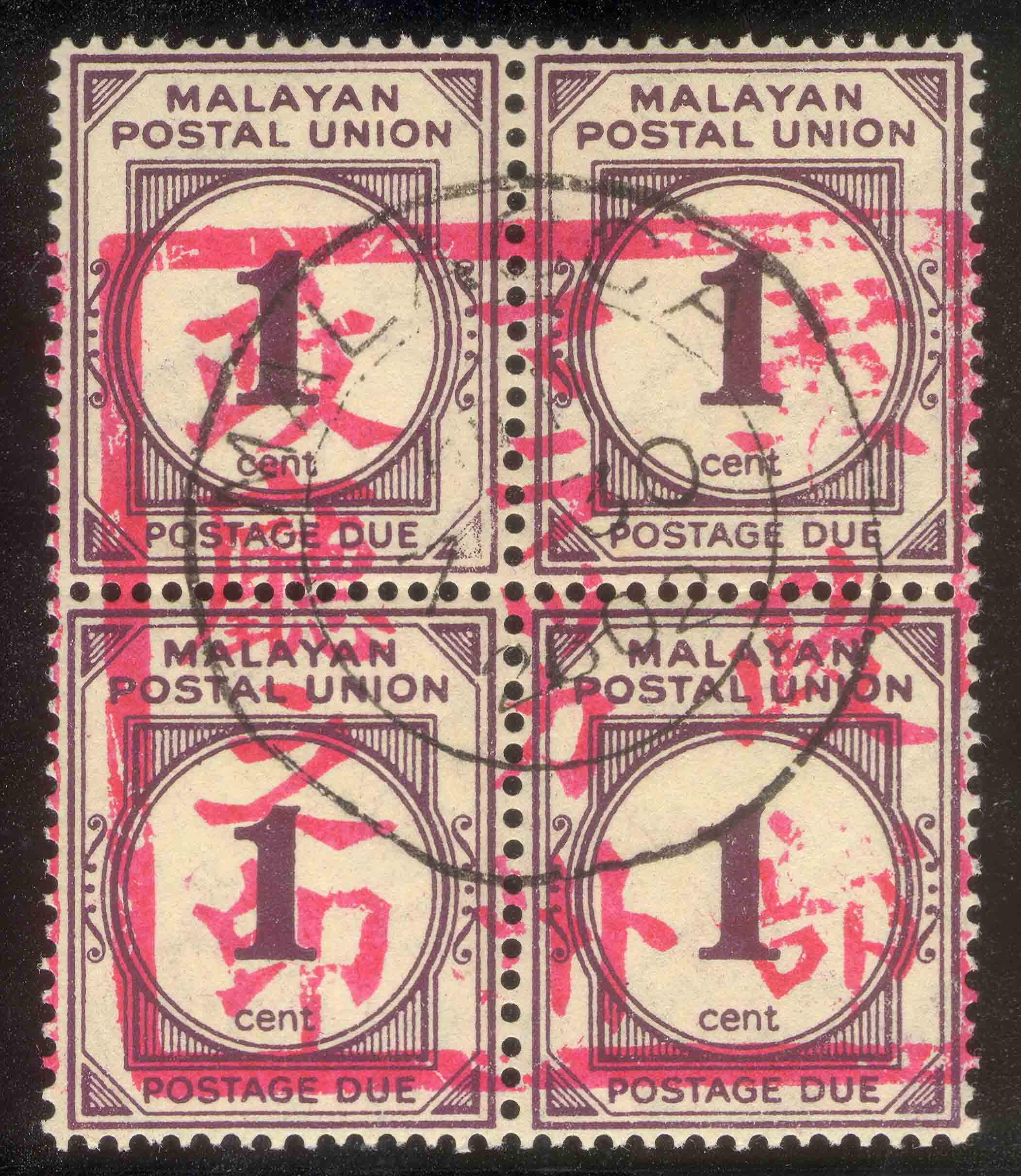
Квартблок доплатных марок Малакки периода японской оккупации с розовой надпечаткой на японском языке «Печать военной администрации штата Малакка», номиналом в 1 цент, 1942 (Sc #NJ1)

### Негри-Сембилан
Протекторат Великобритании над султанатом Негри-Сембилан (с административным центром в городе Серембане) был установлен в 1887 году.
В 1891 году на этой территории использовались почтовые марки Стрейтс-Сетлментса. В августе 1891 года вышла первая собственная марка (с надпечаткой «Negri Sembilan» («Негри-Сембилан»)), а затем почтовые марки оригинального рисунка с изображением прыгающего тигра. В 1896—1899 годах была выпущена серия марок с изображением головы тигра.
В 1900—1935 годах в султанате в обращении были марки Федерированных Малайских Государств. После этого снова стали использоваться собственные марки с изображением герба.
С 1948 года эмитируются почтовые марки, аналогичные выпускам Джохора, с той разницей, что вместо портрета султана на них помещается изображение герба султаната.

#### Региональный выпуск
С 1878 года в султанате Сунгай-Юджанг (под протекторатом Великобритании с 1889 года) выпускались собственные марки. Это была первая марка Индии номиналом в ½ анны, на которой была сделана надпечатка полумесяца, звезды и аббревиатуры «SU» в овале. Выпуск носил неофициальный характер. В 1880 году аналогичная надпечатка была сделана на марке Стрейтс-Сетлментса номиналом в 2 цента. В 1881—1891 годах на этих марках было надпечатано название султаната («Sungei Ujong») в две строки.
В 1891—1895 годах в Сунгай-Юджанге в обращении находились почтовые марки с рисунком, аналогичным рисунку марок Негри-Сембилана.
С 1895 года, после включения Сунгай-Юджанга в состав Негри-Сембилана, там стали использоваться почтовые марки последнего.

#### Оккупационные выпуски
Во время японской оккупации, в апреле 1942 года на почтовых марках Негри-Сембилана была вручную сделана надпечатка оттиска печати бюро японской военной почты в Малайе. Известны надпечатки чёрного, красного, коричневого и фиолетового цвета. В июне того же года на марках 11 номиналов появилась надпечатка текста «Dai Nippon (2602) Malaya». В декабре 1942 года в обращении появились 4 марки с надпечаткой на японском языке: «Японская почтовая служба», при этом на трёх из них была также сделана надпечатка нового номинала.

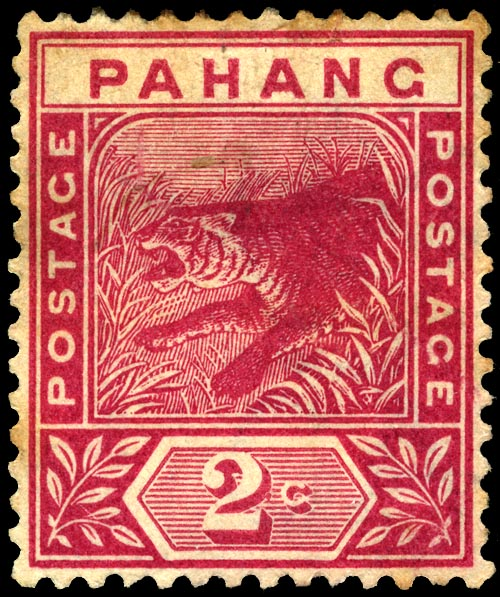
Марка Паханга с изображением прыгающего тигра, номиналом в 2 цента, 1892(Sc #?)

### Паханг
Султанат Паханг (c административным центром в городе Куантане, до 1955 года — Куала-Липис) находился под протекторатом Великобритании с 1887 года, с 1895 года — в составе Федерированных Малайских Государств.
В 1889—1890 годах появились первые марки султаната. Это была надпечатка «Pahang» («Паханг») на почтовых марках колонии Стрейтс-Сетлментс. В 1891 году в обращение поступила марка Стрейтс-Сетлментса номиналом в 24 цента с надпечаткой названия «Pahang» и нового номинала в 2 цента.
В 1891—1897 годах в почтовом обращении была серия почтовых марок с изображением прыгающего тигра и головы тигра аналогично дизайну марок Негри-Сембилана того периода. В августе 1897 года марка выпуска 1893 года номиналом в 5 центов была разрезана пополам, на половинках (бисектах) был от руки проставлен новый номинал (соответственно 2 и 3 цента) и инициалы окружного казначея Джона Ф. Оуэна: «JFO». Надписи были красного (датируются 12 января 1897 года) или черного цвета (датируются 20 августа 1897 года). В 1898—1899 годах использовались почтовые марки султаната Перак с надпечаткой «Pahang» («Паханг»).
В 1902 году на марке Паханга номиналом в 5 долларов была ошибочно выполнена надпечатка 50 долларов, но тем не менее несколько таких марок всё же поступили в обращение.
В 1900—1935 годах на территории султаната использовались почтовые марки Федерированных Малайских Государств. В 1935—1941 годах их сменил выпуск стандартных марок.
Начиная с 1948 года для Паханга выпускаются марки, аналогичные выпускам Джохора.

#### Оккупационный выпуск
В апреле 1942 года на марках Паханга были сделаны надпечатки оттиска печати бюро японской военной почты в Малайе.

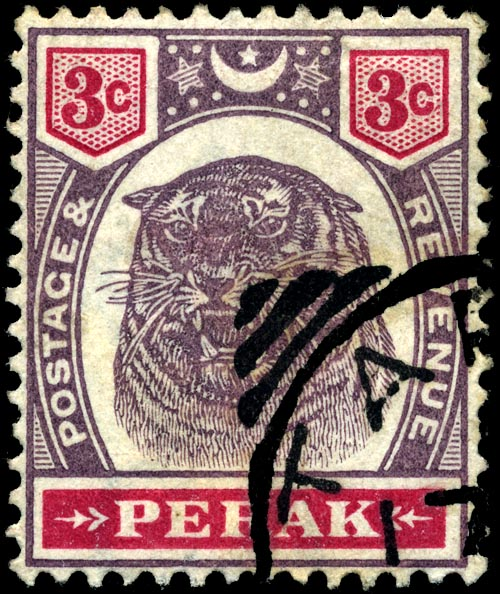
Марка Перака с изображением головы тигра, номиналом в 3 цента, 1895(Sc #?)

### Перак
Султанат Перак (с административным центром в городе Ипохе) перешёл под протекторат Великобритании в 1874 году. В 1895 году был включён в состав Федерированных Малайских Государств.
В 1874—1878 годах в обращении были почтовые марки колонии Стрейтс-Сетлментс. В 1878 году вышла первая марка султаната. Это была надпечатка на 2-центовой марке Стрейтс-Сетлментса изображения полумесяца, звезды и буквы «Р» в овале. В 1880—1891 годах использовались различные марки Стрейтс-Сетлментса с надпечаткой «Perak» («Перак»). В 1883 году на марках добавилась надпечатка нового номинала. В 1892 году были эмитированы марки с изображением прыгающего тигра, а в 1895—1899 годах — с изображением головы тигра и группы слонов.
В 1900—1935 годах на территории султаната для оплаты почтовых сборов применялись почтовые марки Федерированных Малайских Государств. В 1935—1941 годах вышли две серии стандартных марок.
С 1948 года начался выпуск почтовых марок, аналогичных выпускам Джохора.

#### Служебные марки
В 1890 году в обращение поступили служебные марки Перака девяти номиналов с надпечаткой букв «PGS» («Правительственная служба Перака»). В 1894—1897 годах две почтовые марки султаната номиналом в 5 центов с помощью надпечатки слова «Service» («Служебная») были превращены в служебные марки.

#### Оккупационные выпуски
В апреле 1942 года в связи с японской оккупацией были выпущены марки Перака с надпечатками вручную (черного, красного, коричневого, фиолетового цветов) оттиска печати бюро японской военной почты в Малайе. В мае того же года на марках султаната были сделаны надпечатки текста «Dai Nippon (2602) Malaya», а в ноябре на четырёх марках Перака появилась типографская надпечатка «Dai Nippon Yubin». В декабре 1942 года были эмитированы марки с надпечаткой на японском языке: «Японская почтовая служба».

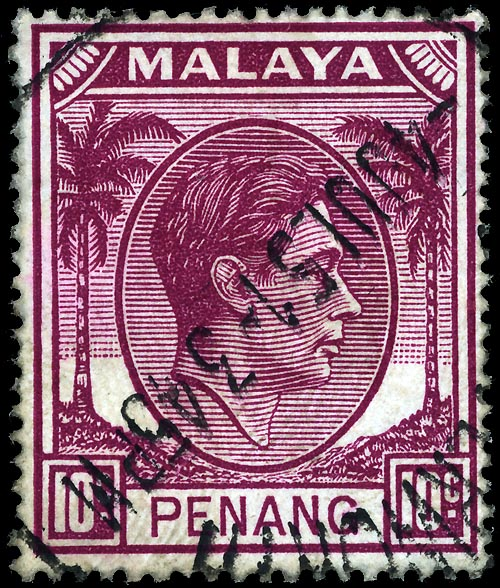
Марка Пинанга с изображением Георга VI, номиналом в 10 центов, 1949(Sc #?)

### Пинанг
Нынешний штат Пинанг (с административным центром в городе Джорджтауне) под названием Пенанг входил в состав британской колонии Стрейтс-Сетлментс. Когда в 1948 году Пенанг стал штатом в составе Союза Малайской Федерации, там стали выпускаться почтовые марки аналогично почтовым выпускам Джохора. С 1960 года на марках стал изображаться герб Пенанга. В 1965 году написание названия штата было изменено на «Pulau Pinang» («Штат Пинанг»).

#### Оккупационный выпуск
Во время японской оккупации, в марте 1942 года в обращении появились почтовые марки Стрейтс-Сетлментса с надпечатками факсимиле подписей двух чиновников оккупационной администрации красного цвета. В том же 1942 году были эмитированы марки Стрейтс-Сетлментса с надпечаткой текста «Dai Nippon (2602) Malaya», которые использовались только на территории Пенанга и провинции Уиллесли.

### Перлис
Несмотря на то, что раджанат Перлис (с административным центром в городе Кангар) не входил в состав Федерированных Малайских Государств, в 1909—1912 годах на его территории использовались почтовые марки Федерации. С 1912 года до 1942 года его территория была в ведении почтовой службы султаната Кедах, соответственно в обращении находились марки Кедаха.
В 1948 году начался выпуск собственных почтовых марок подобно выпускам Джохора. Надпись на марках: вначале «Malaya Perlis» («Малайя. Перлис»), затем «Malaysia Perlis» («Малайзия. Перлис»).

### Саравак
В Сараваке (с административным центром в городе Кучинге) в почтовом обращении с 1859 года были почтовые марки Индии. В 1869 году в Кучинге открылось первое почтовое отделение.
В период с 1869 года по 1941 год эмитировались серии марок с изображением первого, второго и третьего раджи Саравака. На марках выпуска 1869 года по углам рисунка стоят буквы «JBRS» (это сокращение от «Джеймс Брук, Раджа Саравака»). На марках, выпускавшихся в 1871—1917 годах — буквы «CBRS» (от «Чарльз Брук, Раджа Саравака»). На почтовых выпусках 1917—1941 годов изображён портрет Джеймса Брука.
Вначале, до принятия Саравака во Всемирный почтовый союз в 1897 году, его почтовые марки служили только для оплаты доставки почтовых отправлений до Сингапура, где на них для дальнейшей пересылки доклеивались почтовые марки Сингапура.
После объявления протектората Великобритании над Сараваком в 1888 году там были выпущены почтовые марки британского колониального типа, но изображающие Белого раджу вместо британского монарха.
В 1941 году территорию протектората оккупировали японцы. После освобождения в 1945 году он попал под управление британской военной администрации, выпустившей в декабре 1945 года собственные почтовые марки, которые представляли собой марки выпуска 1934—1941 годов с надпечаткой «ВМА» («Британская военная администрация»). Выпущенные марки, аналогично выпуску для Северного Борнео, использовались и продавались в почтовых отделениях Брунея, Лабуана, Северного Борнео и Саравака.
В 1946 году в Сараваке была выпущена первая серия памятных марок.
В том же 1946 году Саравак стал колонией Великобритании, и уже в 1947 году был эмитирован новый тираж марок выпуска 1934—1941 годов с другим водяным знаком и с надпечаткой британского королевского вензеля. В 1950 году в обращении появилась первая серия стандартных марок с изображением бабочки, панголина, карты колонии и других сюжетов.
Начиная с 1948 года, эмитировались памятные марки общих колониальных выпусков.
С 1963 года подобно другим штатам Малайзии выходят стандартные марки штата Саравак.

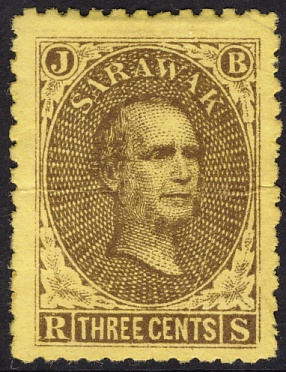
Первая почтовая марка Саравака, номиналом в 3 цента, 1869 (Sc #1)
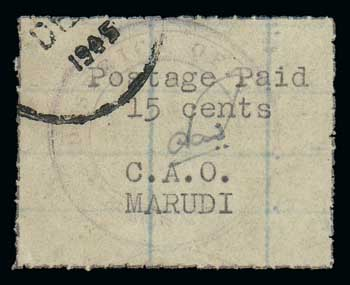
Местный выпуск Маруди[англ.] чёрного цвета, номиналом 15 центов, 1945 (Sc #?)[^]

#### Оккупационный выпуск
После начала японской оккупации в 1942 году были эмитированы почтовые марки Саравака довоенных выпусков 1934—1941 годов с надпечаткой на японском языке «Императорское японское правительство» фиолетового цвета. Всего вышли миниатюры 26 номиналов. Марки также были в обращении в Северном Борнео, Лабуане и Брунее. Марки, на которых сделаны надпечатки овальной формы, являются не почтовыми, а гербовыми.

#### Местный выпуск Маруди
В конце Второй мировой войны в городе Маруди вышли в обращение напечатанные на пишущей машинке под копирку марки номиналом в 8 и 15 центов чёрного (первый экземпляр) и фиолетового (экземпляр под копирку) цвета, с надписью «Postage paid / 8 (или 15) cents / C. A. O. / Marudi» («Почтовый сбор уплачен / 8 (или 15) центов / Главный администратор / Маруди»)[≡]. Для гашения марок на них ставился довоенный календарный почтовый штемпель района Барам. После освобождения района от японской оккупации на почте не было почтовых марок. Тогда главный администратор Барама Ч. Мюррей (C. B. Murray) напечатал на машинке вышеуказанный текст на линованных листах из старых бухгалтерских книг, поставил свою подпись и фиолетовую печать администрации и разрезал листы на отдельные марки. Марки наклеивались на отправляемую корреспонденцию, которая затем доставлялась в Лабуан, где почтовые служащие отрывали их, наклеивая вместо них обычные почтовые марки, и отправляли по назначению. Этот выпуск был изъят из обращения британской военной администрацией. В связи с вышеописанной практикой уцелело немного таких местных марок, причём не известно ни одной из них на письмах.

### Селангор
С 1874 года по 1895 год, когда султанат Селангор (с административным центром в городе Шах-Алам, до этого — в городе Куала-Лумпур) находился под протекторатом Великобритании, на его территории в обращении были почтовые марки Стрейтс-Сетлментса.
В 1895 году, когда Селангор был включён в состав Федерированных Малайских Государств, вышла первая собственная почтовая марка, которая представляла собой надпечатку черного и красного цвета полумесяца, звезды и латинской буквы «S» в овале на марке Стрейтс-Сетлментса номиналом в 2 цента. Официальность происхождения этих надпечаток подтверждения не получила.
В 1881—1891 годах использовались марки Стрейтс-Сетлментса с надпечаткой «Selangor» («Селангор»).
В 1891—1895 годах в обращение вышли почтовые марки, изображавшие тигра в прыжке и снабжённые той же надписью «Селангор». В 1895—1897 году была эмитирована новая стандартная серия с номиналами от 3 до 25 центов с изображением головы тигра и группы слонов. При этом марки более высоких номиналов в 10 и 25 долларов применялись практически только как гербовые.
В период с 1900 по 1935 год использовались марки Федерированных Малайских Государств.
В 1935—1941 годах были выпущены почтовые марки с изображением мечети в Кланге и портрета султана. На марках надпись «Malaya Selangor» («Малайя. Селангор»). В 1941 году вышли две марки номиналом в 1 и 2 доллара. Была также подготовлена к выпуску марка номиналом в 5 долларов, но появилась в обращении уже во время оккупации султаната Японией.
В 1945—1948 годах использовались почтовые марки Британской военной администрации.
Начиная с 1948 года, начался выпуск марок подобно выпускам султаната Джохор. На марках присутствуют надписи: «Persekutuan Tanah Melayu», «Selangor Malaysia» («Селангор. Малайзия»).

Серия почтовых марок Селангора (1964)

#### Оккупационные выпуски
В 1942 году в почтовом обращении появились японские оккупационные выпуски, представлявшие собой почтовые марки Селангора прежних лет с проставленными на них чёрными, красными, фиолетовыми и коричневыми оттисками печати японского военного бюро Малайи. В июне того же года на марках султаната была надпечатан типографским способом текст «Dai Nippon (2602) Malaya» («Земля восходящего солнца (2602). Малайя»). На одно- и трёхцентовых марках надпечатка стоит по горизонтали и вертикали.
В том же 1942 году в обращении появились марки с надпечаткой по вертикали и горизонтали на японском языке слов «Императорская японская почта».
В ноябре 1942 года по случаю проведения в султанате сельскохозяйственной и садоводческой выставки на марках Селангора номиналом в 2 и 8 центов была выполнена надпечатка текста «Selangor Exhibition Dai Nippon 2602. Malaya» («Селангор. Выставка. Земля восходящего солнца. 2602. Малайя»).

### Тренгану
Султанат Тренгану (с административным центром в городе Куала-Тренгану), входивший в состав Сиама, перешёл под протекторат Великобритании в 1909 году.
В 1909—1940 годах в обращении на его территории находились почтовые марки Стрейтс-Сетлментса. В 1910—1919 годах вышла первая серия стандартных портретных марок. В 1921—1938 годах её сменили марки новой серии. Почтовые марки высокого номинала в 25 долларов практически не были в почтовом обращении.
В 1922 году увидела свет первая серия памятных марок Тренгану, посвящённая Малайской технической выставке в Сингапуре. Это была надпечатка «Malaya Borneo Exhibition» («Выставка Малайя Борнео») на марках выпуска 1910—1921 годов. В 1937 году была эмитирована серия доплатных марок.
После окончания японской оккупации 1941—1945 годов в обращение поступили марки британской военной администрации.
С 1948 года начался выпуск марок Тренгану подобно почтовым выпускам Джохора. На марках надпись: вначале «Malaya Trengganu» («Малайя. Тренгану»), затем — «Malaysia Trengganu» («Малайзия. Тренгану»).

#### Оккупационный выпуск
Во время оккупации султаната японцами, в апреле 1942 года на сохранившихся почтовых марках Тренгану были сделаны вручную надпечатки печатью японского военного бюро Малайи черного, красного, фиолетового и коричневого цветов. В июне того же года в обращении появились обычные и доплатные марки с надпечаткой «Dai Nippon (2602) Malaya». В 1943 году использовались почтовые марки Тренгану с вертикальной надпечаткой на японском языке текста «Японская почтовая служба».
В 1943 году Тренгану был передан японцами Таиланду вместе с Кедахом, Келантаном и Перлисом, после чего в почтовом хождении были почтовые марки Таиланда, выпущенные специально для оккупированных районов Малайи. В 1944 году на ряде марок японской оккупации Стрейтс-Сетлментса, Паханга, Тренгану, Селагора и других, на почтовых марках оригинального дизайна для Малайи, а также на японских почтовых марках, запасы которых оставались в почтовых отделениях, была сделана надпечатка «Trengganu» («Тренгану»). Всего были эмитированы почтовые марки 29 номиналов с такой надпечаткой.

### Федеральная территория Куала-Лумпур
Федеральная территория Куала-Лумпур до 1 февраля 1974 года, когда ей был присвоен статус федеральной территории, находилась в составе штата Селангор, и в обращении там были почтовые марки Селангора. В том же 1974 году для неё были эмитированы специальные почтовые марки номиналом от 1 до 25 сен. Подобно выпускам штатов, на рисунках марок изображены цветы.

## Каталогизация
В английских каталогах «Стэнли Гиббонс» информация о почтовых выпусках Малайзии изложена в «красных» томах для марок Великобритании и Содружества наций:

Каталог «Стэнли Гиббонс» (красный, 2001) для Великобритании и Содружества, на обложке которого слева посредине можно увидеть марку Келантана 1937 года с портретом султана Исмаил Шах и номиналом в 30 центов(Mi #37)

Кроме того, компанией «Стэнли Гиббонс» опубликован региональный («жёлтый») каталог для марок Брунея, Малайзии и Сингапура.

## Коллекционирование
Почтовые марки Малайзии включены в альбомы, предназначенные для коллекционеров, собирающих знаки почтовой оплаты по странам мира, как, например, альбом «Collecta Trans World»:

Стилизованное изображение карты Юго-Восточной Азии на обложке альбома для марок «Collecta Trans World». Малайзия представлена в правой части рисунка тремя почтовыми марками страны